# Siuna
Siuna är en kommun (municipio) i Nicaragua med 101 770 invånare (2012). Den ligger i den nordöstra delen av landet i Región Autónoma de la Costa Caribe Norte. Kommunens traditionella huvudnäring är gruvindustri.

## Geografi
Siuna gränsar till kommunerna Bonanza i norr, Rosita och Prinzapolka i öster, Mulukukú i söder och Waslala och San José de Bocay i väster. Kommunens centralort Siuna, med 10 345 invånare (2005), ligger i den norra delen av kommunen.

## Historia
Kommunen grundades 1969 och fick samtidigt sina stadsrättigheter.

## Transporter
Siuna ligger vid landsvägen mellan västra Nicaragua och hamnstaden Bilwi vid Karibiska havet. Siuna har en liten flygplats med reguljära flygförbindelser till och från Managua.

## Bilder
|  |  |
|  |  |
|  |  |
|  |  |